# Челкаш (фильм)
«Челкаш» — советский короткометражный фильм 1956 года режиссёра Фёдора Филиппова, по одноимённому рассказу Максима Горького.

## Сюжет
Деревенский парнишка Гаврила приходит на заработки в южный портовый город. Случай сводит его с Челкашом, бывалым и ловким вором. Гаврила соглашается стать гребцом на лодке на одну ночь, помогая Челкашу в открытом море сбыть греку-контрабандисту похищенные со склада тюки с мануфактурой. Утром на пустынном берегу Челкаш щедро расплачивается с Гаврилой. Но Гаврила жаждет завладеть всеми деньгами…

## В ролях
- Андрей Попов — Челкаш
- Виталий Матвеев — Гаврила
- А. Бойко — Семёныч
- Эммануил Геллер — греческий капитан
- Владимир Сошальский — эпизод
- Владимир Манихин — эпизод
- Зоя Исаева — проститутка

## Съёмки
Съёмки фильма велись в Крыму в городе Керчь, фильм считается первой картиной снятой в этом городе.

## О фильме
Интерес для горьковедов
фильм представляет в связи с созданным в нём Народным артистом СССР Андрей Попов образом Челкаша, в исполнении актёра это «живописный романтик — бродяга»:

Фильм поставлен добросовестно, с хорошим профессиональным умением, которое все же не переросло в настоящее творчество. Очень выровненный, «сделанный», он лишен непосредственности живой жизни. В фильме роль Челкаша играет Андрей Попов, актёр выдающегося дарования и мастерства. Острота, жесткость линий горьковского рисунка чувствуются в том многозначительном, подобном эпиграфу кадре, где мы впервые видим Челкаша, вернее, его босые ноги, царственно вышагивающие по грязи. На земле валяется цветущая веточка. Ленясь нагнуться, Челкаш цепкими пальцами ноги подбирает её, чтобы пристроить за ухо. Но далее рисунок округляется, становится банальнее, в образе проскальзывают оттенки интеллигентской барственности, Челкаш вдруг становится похожим то на персонаж какой-нибудь романтической цыганской мелодрамы, то на Паратова из «Бесприданницы». Неповторимость горьковского образа подменяется живописной картинностью и отвлеченной многозначительностью игры.— Литература и кино: сборник статей в помощь учителю / Нина Сергеевна Горницкая. — Л.: Просвещение, 1965. — 246 с. — стр. 141